# Daisuke Ichikawa
 (octobre 2020).
Si vous disposez d'ouvrages ou d'articles de référence ou si vous connaissez des sites web de qualité traitant du thème abordé ici, merci de compléter l'article en donnant les références utiles à sa vérifiabilité et en les liant à la section « Notes et références ».
Pour les articles homonymes, voir Ichikawa (homonymie).
Daisuke Ichikawa (市川 大祐, Ichikawa Daisuke), né le 14 mai 1980, à Shizuoka, au Japon, est un footballeur japonais.

## Biographie
Pouvant jouer au milieu comme en défense, Daisuke Ichikawa fut international japonais à vingt reprises (1998-2002), pour aucun but inscrit. Il fit ses débuts le 1er avril 1998 contre la Corée du Sud, à l'âge de dix-sept ans et 322 jours, faisant de lui le plus jeune international nippon. 
Il devra attendre 2002 pour avoir des sélections, neuf exactement, et il participa à la Coupe du monde de football de 2002. Titulaire contre la Belgique, il ne joua pas contre la Russie, fut remplaçant contre la Tunisie et contre la Turquie. Le Japon fut éliminé en huitièmes.
En 1998, il signe en faveur de Shimizu S-Pulse, remportant une coupe de l'Empereur en 2001, deux supercoupes du Japon et une Coupe d'Asie des vainqueurs de coupe en 2000.

## Palmarès
- Coupe du Japon de football
  - Vainqueur en 2001
  - Finaliste en 1998, en 2000 et en 2005
- Coupe de la Ligue japonaise de football
  - Finaliste en 2008
- Supercoupe du Japon
  - Vainqueur en 2001 et en 2002
  - Finaliste en 1999
- Championnat du Japon de football
  - Vice-champion en 1999
- Coupe d'Asie des vainqueurs de coupe
  - Vainqueur en 2000
- Super Coupe d'Asie
  - Finaliste en 2000